# Contea di Yajiang
La contea di Yajiang (雅江县S, Yǎjiāng XiànP) o contea di Nyagchukha è una contea della Cina, situata nella provincia di Sichuan e amministrata dalla prefettura autonoma tibetana di Garzê.